# Alexander Ruud Tveter
Alexander Ruud Tveter (Langhus, 7 marzo 1991) è un calciatore norvegese, attaccante svincolato.

## Carriera

### Club
Ruud Tveter ha iniziato la sua carriera con la maglia del Follo. Il 5 aprile 2010 ha debuttato , con questa maglia, nella 1. divisjon: è stato  infatti titolare nel pareggio a reti inviolate contro il Bryne. Il 9 maggio ha segnato il primo gol in questa divisione, nel successo per 4-0 sul Tromsdalen. Ha dato il suo contributo per portare il Follo nella finale del Norgesmesterskapet 2010, persa in data 14 novembre contro lo Strømsgodset per 2-0.
Il 21 dicembre 2010 è stato ufficializzato il suo trasferimento al Fredrikstad, club neopromosso nell'Eliteserien. Ha esordito nella massima divisione norvegese il 2 aprile 2011, sostituendo Khalifa Jabbie nella sconfitta casalinga per 0-1 contro il Viking. Il 25 aprile ha realizzato il primo gol, nella sconfitta per 3-1 in casa dello Stabæk. Rimasto in squadra per un biennio, ha totalizzato 51 presenze e 5 reti tra tutte le competizioni.
Il 5 aprile 2013 ha fatto ufficialmente ritorno al Follo. Al termine del campionato, la squadra è retrocessa in 2. divisjon. Ruud Tveter ha contribuito all'immediata promozione con 13 reti in 26 partite. Rimasto in squadra anche nel campionato 2015, ha siglato 12 reti in 30 incontri, non riuscendo però ad evitare la nuova retrocessione del Follo.
Il 20 gennaio 2016, gli svedesi dell'Halmstad hanno annunciato d'aver ingaggiato Ruud Tveter, che ha firmato un contratto biennale con il nuovo club reduce dalla retrocessione in Superettan dell'anno precedente. Ha esordito in squadra il 4 aprile successivo, schierato titolare nella sconfitta per 2-1 patita sul campo del Sirius. Il 9 aprile ha trovato il primo gol con questa casacca, nel 3-0 inflitto al Trelleborg. Ha contribuito alla promozione dell'Halmstad in Allsvenskan, arrivata al termine di quella stessa annata.
Il 1º aprile 2017 ha pertanto disputato la prima partita nella massima divisione locale, impiegato da titolare nel successo per 1-0 sull'Östersund. Il 9 aprile ha siglato l'unico gol in campionato, nel 2-2 arrivato in casa dello Jönköpings Södra. Al termine dell'annata, la squadra è retrocessa in Superettan.
Il 25 gennaio 2018, il Sarpsborg 08 ha reso noto l'ingaggio di Ruud Tveter, che si è legato al nuovo club con un accordo biennale. Il 20 luglio successivo è passato allo Strømmen, con la formula del prestito.
Il 10 maggio 2021 ha firmato un contratto annuale con il Sandefjord.

### Nazionale
Ruud Tveter ha debuttato per la Norvegia under 21 in data 8 febbraio 2011, subentrando a Marcus Pedersen nel pareggio per 1-1 contro il Portogallo, in un'amichevole disputata a Rio Maior.

## Statistiche

### Presenze e reti nei club
Statistiche aggiornate al 17 aprile 2025.
| Stagione            | Club                | Campionato          | Campionato | Campionato | Coppe nazionali | Coppe nazionali | Coppe nazionali | Coppe continentali | Coppe continentali | Coppe continentali | Supercoppe | Supercoppe | Supercoppe | Totale | Totale |
| Stagione            | Club                | Comp                | Pres       | Reti       | Comp            | Pres            | Reti            | Comp               | Pres               | Reti               | Comp       | Pres       | Reti       | Pres   | Reti   |
| ------------------- | ------------------- | ------------------- | ---------- | ---------- | --------------- | --------------- | --------------- | ------------------ | ------------------ | ------------------ | ---------- | ---------- | ---------- | ------ | ------ |
| 2007                | Follo               | 2D                  | ?          | ?          | CN              | ?               | ?               | -                  | -                  | -                  | -          | -          | -          | ?      | ?      |
| 2008                | Follo               | 2D                  | ?          | ?          | CN              | ?               | ?               | -                  | -                  | -                  | -          | -          | -          | ?      | ?      |
| 2009                | Follo               | 2D                  | 25         | 6          | CN              | ?               | ?               | -                  | -                  | -                  | -          | -          | -          | ?      | ?      |
| 2010                | Follo               | 1D                  | 28         | 9          | CN              | 5               | 2               | -                  | -                  | -                  | -          | -          | -          | 33     | 11     |
| 2011                | Fredrikstad         | ES                  | 24         | 3          | CN              | 5               | 1               | -                  | -                  | -                  | -          | -          | -          | 29     | 4      |
| 2012                | Fredrikstad         | ES                  | 20         | 1          | CN              | 2               | 0               | -                  | -                  | -                  | -          | -          | -          | 22     | 1      |
| Totale Fredrikstad  | Totale Fredrikstad  | Totale Fredrikstad  | 44         | 4          |                 | 7               | 1               |                    | -                  | -                  |            | -          | -          | 51     | 5      |
| 2013                | Follo               | 1D                  | 30         | 10         | CN              | 3               | 0               | -                  | -                  | -                  | -          | -          | -          | 33     | 10     |
| 2014                | Follo               | 2D                  | 26         | 13         | CN              | 3               | 0               | -                  | -                  | -                  | -          | -          | -          | 29     | 13     |
| 2015                | Follo               | 1D                  | 30         | 12         | CN              | 2               | 2               | -                  | -                  | -                  | -          | -          | -          | 32     | 14     |
| Totale Follo        | Totale Follo        | Totale Follo        | 139+       | 50+        |                 | 13+             | 5+              |                    | -                  | -                  |            | -          | -          | 152+   | 55+    |
| 2016                | Halmstad            | S                   | 29+2       | 13+0       | CS+CS           | 4+3             | 2+2             | -                  | -                  | -                  | -          | -          | -          | 38     | 17     |
| 2017                | Halmstad            | A                   | 24         | 1          | CS              | 1               | 0               | -                  | -                  | -                  | -          | -          | -          | 25     | 1      |
| Totale Halmstad     | Totale Halmstad     | Totale Halmstad     | 53+2       | 14+0       |                 | 8               | 4               |                    | -                  | -                  |            | -          | -          | 63     | 18     |
| gen.-lug. 2018      | Sarpsborg 08        | ES                  | 0          | 0          | CN              | 3               | 3               | UEL                | 0                  | 0                  | -          | -          | -          | 3      | 3      |
| lug.-dic. 2018      | Strømmen            | 1D                  | 14         | 2          | CN              | -               | -               | -                  | -                  | -                  | -          | -          | -          | 0      | 0      |
| 2019                | Sarpsborg 08        | ES                  | 4          | 1          | CN              | 1               | 1               | -                  | -                  | -                  | -          | -          | -          | 5      | 2      |
| 2020                | Sarpsborg 08        | ES                  | 12         | 0          | -               | -               | -               | -                  | -                  | -                  | -          | -          | -          | 12     | 0      |
| Totale Sarpsborg 08 | Totale Sarpsborg 08 | Totale Sarpsborg 08 | 16         | 1          |                 | 4               | 4               |                    | -                  | -                  |            | -          | -          | 20     | 5      |
| 2021                | Sandefjord          | ES                  | 30         | 6          | CN              | 2               | 0               | -                  | -                  | -                  | -          | -          | -          | 32     | 6      |
| 2022                | Sandefjord          | ES                  | 29+2       | 8+1        | CN              | 4               | 1               | -                  | -                  | -                  | -          | -          | -          | 35     | 10     |
| 2023                | Sandefjord          | ES                  | 30         | 8          | CN              | 1               | 0               | -                  | -                  | -                  | -          | -          | -          | 31     | 8      |
| 2024                | Sandefjord          | ES                  | 28         | 4          | CN              | 1               | 0               | -                  | -                  | -                  | -          | -          | -          | 29     | 4      |
| Totale Sandefjord   | Totale Sandefjord   | Totale Sandefjord   | 117+2      | 26+1       |                 | 8               | 1               |                    | -                  | -                  |            | -          | -          | 127    | 28     |
| Totale              | Totale              | Totale              | 382+4+     | 97+1+      |                 | 40+             | 15+             |                    | -                  | -                  |            | -          | -          | 426+   | 113+   |